# Polystichum acrostichoides
Polystichum faux-acrostic
Espèce
Polystichum acrostichoides, le Polystic faux-acrostic, est une espèce de fougères de la famille des Dryopteridaceae.
Cette plante est parfois cultivée comme plante ornementale. Ses longues frondes persistantes et coriaces décoratives subsistent l'hiver, ce qui lui vaut le nom de "Fougère de Noël".